# Semiconductor degenerat
Un semiconductor degenerat és un semiconductor amb un nivell de dopatge tan alt que el material comença a actuar més com un metall que com un semiconductor. A diferència dels semiconductors no degenerats, aquest tipus de semiconductors no obeeixen la llei de l'acció de la massa, que relaciona la concentració intrínseca del portador amb la temperatura i el marge de banda.
A nivells de dopatge moderats, els àtoms dopants creen nivells de dopatge individuals que sovint es poden considerar com a estats localitzats que poden donar electrons o forats per promoció tèrmica (o transició òptica) a les bandes de conducció o de valència, respectivament. A concentracions d'impureses prou elevades, els àtoms d'impureses individuals poden arribar a ser prou propers perquè els seus nivells de dopatge es fusionin en una banda d'impureses i el comportament d'aquest sistema deixi de mostrar els trets típics d'un semiconductor, per exemple, el seu augment de la conductivitat amb la temperatura. D'altra banda, un semiconductor degenerat encara té molts menys portadors de càrrega que un metall veritable, de manera que el seu comportament és en molts aspectes intermediari entre el semiconductor i el metall.
Molts calcogenurs de coure són semiconductors degenerats de tipus p amb un nombre relativament gran de forats a la seva banda de valència. Un exemple és el sistema LaCuOS1−x Sex amb dopatge de Mg. És un semiconductor degenerat de tipus p de gran bretxa. La concentració del forat no canvia amb la temperatura, un tret típic dels semiconductors degenerats.
Un altre exemple ben conegut és l'òxid d'indi i estany. Com que la seva freqüència de plasma es troba en el rang IR és un conductor metàl·lic força bo, però transparent en el rang visible de l'espectre.